# Planning stratégique
Pour les articles homonymes, voir Planification.
Le planning stratégique est un métier issu de la publicité. Le planneur stratégique est la personne chargée d'élaborer les stratégies de communication d'une marque et d'en orienter l'exécution créative. 
C'est un marché professionnel étroit. Il n'existe pas de formation spécifique. Il est intéressant de remarquer que la plupart des planneurs en activité proviennent d'horizons aussi divers qu'éloignés. Au quotidien, le métier nécessite une grande culture générale, un sens critique, une bonne capacité rédactionnelle, et le sens de "l'air du temps".

## Historique et évolution
En 1965, Stanley Pollitt suggère de créer un poste de recherche égal à celui du directeur de clientèle. 
En 1968, JWT crée son département d’account planning afin d’analyser la marque et son positionnement sur le marché. 
La même année, certaines agences londoniennes comme BMP (Boase Massimi Pollit) mettent au point une méthodologie originale en matière de création publicitaire qu'elles ont appelée « strategic planning ».
Cette profession s'est développée dans les grandes agences de publicité qui ont progressivement introduit cette fonction dans leur organigramme dans la deuxième moitié des années 1980 en France. 
Ces dix dernières années des planneurs stratégiques sont également apparus dans les autres agences de communication (marketing direct, Internet...), et dans les médias (les centrales d'achats...)...

## Descriptif et missions
Le planneur stratégique est chargé de comprendre la marque et le consommateur afin d’orienter les stratégies de communication et les exécutions créatives.
L'apparition récente de planneurs stratégiques hors des agences de communication (chez l'annonceur, dans les agences média, dans les bureaux de tendances...) complique encore davantage l'élaboration d'une définition qui puisse englober toutes les facettes de ce métier complexe.
Pour obtenir des résultats sur les ventes, il est nécessaire de planifier sa stratégie, d'être juste et créatif à tous les niveaux : consommateur, marque, produit, communication. 
Le planneur stratégique a pour principale mission de mettre à profit son analyse des études consommateurs, son observation des tendances et sa connaissance du marché afin d’enrichir la réflexion des annonceurs en amont, et de collaborer en aval avec les commerciaux et les créatifs à l'élaboration des campagnes.
Dans le détail:
Le planneur stratégique peut jouer un rôle de conseil auprès de l'annonceur.
Il fait de la prospective (tendances, besoins, innovations...) et agit en véritable stratège sur les produits et services existants (grandes orientations, renouvellements de forme ou de fond du discours, choix des cibles et des médias...)
Mais il joue également un rôle d’interface avec les créatifs, leur donnant les clefs d’accès afin qu’ils laissent travailler leur imagination, puis les oriente afin de trouver celles qui permettront d'établir la connexion avec les consommateurs, voire de créer des liens profonds, riches et durables.
- Il leur transmet sa vision du consommateur, de la marque, des produits, et des services[3].
- Il exploite l'imaginaire ambiant : le cinéma, la littérature, le design...
- Il aiguille les créatifs, leur conseille les options qui lui apparaissent comme les plus pertinentes, opportunes, efficaces.

Le Planning Stratégique a aussi fait son apparition dans les Instituts d'étude, permettant de contextualiser les résultats d'étude, de les enrichir avec des inspirations issues de secteurs d'activité connexes à celui étudié . Le travail du Planning Stratégique en Institut peut intervenir en amont d'une étude quali ou quanti ou en aval. 

## Compétences et profil
Bien que plutôt issu d'études littéraires, il n'existe pas de profil type du planneur stratégique. 
Il est à remarquer que certains planneurs le sont devenus après avoir été commerciaux, ou créatifs en agences de communication. 
Il existe toutefois des formations davantage plébiscitées par les employeurs (agence ou annonceurs), notamment celles proposées par le CELSA (Sorbonne Université) ou par SciencePo.  
Il doit posséder une grande sensibilité, de l'imagination et une bonne dose d’esprit créatif. 
Il se doit d’anticiper les tendances et les comportements, les capter afin de mieux les utiliser.
Pour humer les tendances, il observera les consommateurs ; et aussi enquêter en interrogeant des spécialistes (sociologues, patrons d’entreprises…) et les consommateurs afin d’expliquer les divers phénomènes de société et ensuite orienter la création. Ses outils sont donc les tests, les enquêtes marketing mais aussi, et surtout l’observation in situ.
Il est nécessaire qu’il suive l’actualité cinéma, de la littérature (etc.) ainsi que des tendances sociétales.
Il faut être pragmatique, aimer découvrir de nouveaux univers, apprendre, comprendre, analyser et observer les comportements des consommateurs. Être souple, critique, convaincant et convaincu, et parfois impertinent, sont les qualités indispensables que doit posséder un planneur stratégique.